# Dąbrowa Lubolska
Dąbrowa Lubolska – wieś w Polsce położona w województwie łódzkim, w powiecie poddębickim, w gminie Pęczniew.
W latach 1975–1998 miejscowość należała administracyjnie do województwa sieradzkiego.
Wieś uprzednio nosiła nazwę Dąbrowa. Zmiana nazwy na Dąbrowa Lubolska nastąpiła po roku 1945.